# Jeunesse athlétique d'Isle (football)
Maillots
Dernière mise à jour : 15 octobre 2023.
La Jeunesse Athlétique d'Isle (JA Isle) est un club de football français fondé en 1945. C'est la section football du club omnisports du même nom comportant entre autres des sections rugby et handball.
Le club est basé à Isle, dans la banlieue sud-ouest de Limoges et évolue actuellement en Régional 2 de la Ligue de football Nouvelle-Aquitaine. 

## Palmarès
- Champion DH du Centre Ouest : 1979
- Coupe de la Haute-Vienne : 1978,1980,1977,1999,2007,2015,2017.
- Challenge des réserves : 1991,1998,2014,
- Coupe U19 : 1991,2005,2006,2015,2016,2019
- Champion départemental (D3) : 2005
- Champion départemental (D6) : 1998

## Repères historiques
Le club de football de la J.A. Isle est créé en 1945. De sa création jusqu'à la fin des années 1970, le club navigue entre les divisions du district de la Haute-Vienne et celles de la ligue du Centre-Ouest.
En 1979, le club accède au championnat de France de football de Division 4.
Il se maintient à ce niveau durant dix saisons. Il côtoie des équipes telles que les Chamois niortais FC, la Berrichonne de Châteauroux ainsi que les réserves de l' AS Saint-Etienne et des Girondins de Bordeaux.
Le club rate par deux fois la montée en Division 3 de quelques points. 
En 1989 le club termine dernier de son groupe de Division 4 et retrouve le niveau régional.
Le club navigue alors entre la division d'Honneur et la division d'Honneur Régionale. En 1998, l'équipe reprise par Pierre Soria accède de nouveau au plus haut niveau régional.
En 2004, le club bat UESM Montmorillon à Montmorillon en prolongations 2-3 UESM qui compte le joueur Japonais Tatsuru Ito (1978-) ayant joué le National, qui marqua 2 buts 30eme, 104eme sur penalty, Isle se qualifia tout de même Isle réalise de bons résultats en Coupe de France
Le club s'est depuis lors maintenu dans cette division, son plus mauvais classement étant une septième place acquise en 2006.
Depuis janvier 2011, le club a dit adieu au petit mais mythique stade des Bayles pour évoluer au "nouveau" stade du Gondeau (Isle), baptisé stade Roger Léger, sur une superbe pelouse synthétique. Le Stade des Bayles fera désormais place à une maison de retraite.
En 2011 la JA Isle élimine Thouars (CFA2) en coupe de France. Sous la houlette de Valéry Boutonne et de Cyril Dalher. 
Lors de la saison 2012-2013 le club évolue en Division d'Honneur avec une place de 8eme sur 14 et assure son maintien.
Lors de la saison 2013-2014 le club évolue en Division d'Honneur avec une place de 10eme sur 14 et assure son maintien.
Lors de la saison 2014-2015 le club évolue en Division d'Honneur et réalise une belle saison avec une 6eme place sur 14eme et n'est pas inquiété pour une relégation.
Lors de la saison 2015-2016 le club évolue en Division d'Honneur avec une 11eme place sur 14 et assure son maintien.
Lors de la saison 2016-2017 le club évolue en Division d'Honneur avec une 9eme place sur 14 et assure son maintien 
En 2018, la JA Isle évolue en Régional 1.